# Bucket List
«Bucket List» —en español: «Lista de pendientes»— es una canción del género Pop, con influencias de R&B, de la cantante canadiense Nelly Furtado, incluida en su quinto álbum de estudio The Spirit Indestructible.

## Video musical
El video musical fue lanzado en febrero de 2013 a través de Youtube. En él podemos ver un grupo de jóvenes skaters recorriendo un parque y gozando de la naturaleza de este. En algún que otro momento podemos apreciar a Nelly interpretando partes de la canción.

## Críticas
La canción ha recibido críticas mixtas, muchos consideran que "Bucket List" es la cuota de energía que faltó en las otras canciondes de The Spirit Indestructible, mientras que muchos otros críticos la llaman una canción básica que suena a descartes de sus discos anteriores.
- Datos: Q5734857